# Malfeasance-Retribution
Malfeasance-Retribution è il primo EP del gruppo musicale sludge metal Thou, pubblicato nel giugno 2008.

## Tracce
1. Their Hooves Carve Craters in the Earth – 7:53
2. The Severed Genitals of Every Rapist Hang Bleeding from These Trees – 7:57

## Formazione
- Bryan Funck – voce
- Andy Gibbs – chitarra
- Matthew Thudium – chitarra
- Mitch Wells –  basso
- Terry Gulino – batteria